# Svibovec
Svibovec falu Horvátországban, Varasd megyében. Közigazgatásilag Varasdfürdőhöz tartozik.

## Fekvése
Varasdtól 15 km-re délkeletre, községközpontjától 5 km-re keletre a Bednja jobb partján fekszik.

## Története
A település nevét általában az ószláv "svin" (dicsőséges) szóból magyarázzák. Más vélekedés szerint a "svib" főnévből, a som (Cornus stolonifera) szláv nevéből való. A történeti források szerint 1500 körül Batthyány Boldizsár jajcai bán Svobovec kastélyát és itteni birtokát Lukács zágrábi püspöknek adta el, aki a csázmai káptalannak adta azzal, hogy a török veszély elől a püspökség felbecsülhetetlen értékű irattárát oda menekítsék. Valószínűleg ekkor építették át erődítménnyé a templomot is. Az 1543-as adóösszeírásban már megemlítik Svibovec erődítményét ("fortalicium Zwybowcz") és a korabeli dokumentumokból az is kiderül, hogy a település a 16. század közepén a veliki kalniki uradalomhoz tartozott. A korabeli forrásokból megállapítható, hogy a mai Háromkirályok plébániatemplom körül egykor védőfal húzódott, melyet a templom megújításakor bontottak le. Svibovec egykori váráról, mint az itt kiépített védelmi rendszer részéről tanúskodik a varasdfürdői vár leltára is, mely felsorolja azokat a fegyvereket és lőszert, melyeket Svibovec várából hoztak át. A templom értékes tárgyai közül a legérdekesebbek, azok a láncok és bilicsek, melyeket a török fogságból szabadultak ajándékoztak a templomnak. Maga a templom is egy dombon áll és zömök tornyán máig fennmaradtak a lőrések nyílásai. 
A török támadások következtében a 16. század második felében Svibovec és környéke puszta volt. A török veszély elmúltával a török elől menekült családokkal és elszegényedett nemesekkel telepítették be. 1790-ig Svibovec is a varasdfürdői Szent Márton plébániához tartozott. A templom barokk stílusú átépítését még a varasdfürdői plébánosok Ivan Travinić, Ignacije Ratko és Josip Kerkač vezették. A sviboveci plébánia 1790-ben, a II. Józsefi reformok után alakult meg. Az iskolai oktatás az 1864/65-ös tanévvel indult meg. Az iskolaépület a tanítói lakással a templom közelében épült fel. 
A falunak 1857-ben 365, 1910-ben 508 lakosa volt. 1920-ig  Varasd vármegye Novi Marofi járásához tartozott, majd a Szerb-Horvát Királyság része lett. 
1943 és 1945 között a falu plébánosa a muraközi Zalaújvárról (Pribislavec) származó Josip Lesjak volt, akit 1945 tavaszán a partizánok elvittek és nyomtalanul eltűnt. Szülei egyébként a sviboveci temetőben nyugszanak. Történtek más gaztettek is a településen. Andrija Novoselt például azért végezték ki, mert a háború alatt burgonyát adott el a varasdfürdői horvát helyőrségnek. Kivégzése után családjának minden birtokát elkobozták és másoknak adták. Svibovecen és a környéző településeken, Leskovecen, Drenovecen és Jalševecen történt ítéletekhez és teljes birtokelkobzásokhoz gyakran elég volt egy meg nem nevezett tanú vallomása is. A novi marofi hatságok a kegyeleti szempontokkal mitsem törődve 1960-ban úgy döntöttek, hogy az új iskolaépületnek a temető legrégibb részén kell felépülie. Az iskola új épülete 1966-ban készült el.
Az építkezés során a falu régi temetője csaknem teljesen elpusztult, maradványai a templom és az útkereszteződés közötti lejtős területen láthatók. 2001-ben a falunak 103 háza és 336 lakosa volt. 2009-ben emlékművet avattak a honvédő háború a plébánia területéről származó áldozatainak. 

## Nevezetességei
- A Háromkirályok tiszteletére szentelt római katolikus plébániatemploma[2] középkori eredetű, a 18. században barokk stílusban építették át. Egykor erődfal övezte, melyet az átépítés során lebontottak. Egyhajós épület, félköríves szentélye keskenyebb, mint a hajó. Az északi falat négy, a délit pedig egy támpillér tartja. A déli homlokzathoz sekrestye, az északihoz pedig harangtorony épült. A templom dongaboltozatos, a szentély felett pedig félkupola áll. A plébániaház a 18. század végén épült.

- A Fošnar-kúria.

## Külső hivatkozások
- Varasdfürdő hivatalos oldala
- A helyi alapiskola honlapja